# Aaron Voros
Aaron Voros (* 2. Juli 1981 in Vancouver, British Columbia) ist ein ehemaliger kanadischer Eishockeyspieler, der im Verlauf seiner aktiven Karriere zwischen 2001 und 2012 unter anderem 171 Spiele für die Minnesota Wild, New York Rangers und Anaheim Ducks in der National Hockey League (NHL) auf der Position des linken Flügelstürmers bestritten hat. Darüber hinaus absolvierte Voros, der den Spielertyp des Enforcers verkörperte, weitere 274 Partien in der American Hockey League (AHL).

## Karriere
Voros spielte als Jugendlicher von 1999 bis 2001 für die Victoria Salsa in der British Columbia Hockey League (BCHL), einer zweitklassigen Juniorenliga in der kanadischen Provinz British Columbia. Bereits in der Saison 1998/99 hatte der Stürmer dort einige Partien für den Ligakonkurrenten Burnaby Bulldogs absolviert. Nachdem Voros im NHL Entry Draft 2001 in der achten Runde an 229. Stelle von den New Jersey Devils aus der National Hockey League (NHL) ausgewählt worden war, spielte er drei Jahre in der US-Collegeliga Central Collegiate Hockey Association (CCHA) für die University of Alaska Fairbanks im Spielbetrieb der National Collegiate Athletic Association (NCAA).
Zum Ende der Saison 2003/04 spielte er dann erstmals im Farmteam der Devils bei den Albany River Rats in der American Hockey League (AHL). Nach drei weiteren Spielzeiten in den AHL-Farmteams der Devils wurde der Enforcer im Tausch für ein Siebtrunden-Wahlrecht im NHL Entry Draft 2008 zu den Minnesota Wild transferiert. Dort kam er anfangs auch nur in der AHL zum Einsatz. Am 11. Februar 2007 wurde Voros schließlich zum ersten Mal in der NHL für die Wild im Spiel gegen die Colorado Avalanche eingesetzt. Im Laufe der Saison kam er auf 55 Einsätze, in denen ihm 14 Scorerpunkte gelangen. Nachdem sein Vertrag in Minnesota zum Ende der Saison 2007/08 ausgelaufen war, unterschrieb er im Juli 2008 als Free Agent bei den New York Rangers. Nach einem Start in die Saison 2008/09 mit neun Punkten in den ersten acht Spielen wurden seine Leistungen schwächer, was dazu führte, dass er oft nicht mehr eingesetzt wurde. Im Juli 2010 gaben ihn die Rangers gemeinsam mit Ryan Hillier im Austausch für Steve Eminger an die Anaheim Ducks ab. In Anaheim kam er sporadisch zum Einsatz und wurde im Verlauf der Saison 2010/11 ins Farmteam zu den Syracuse Crunch geschickt.
Im Februar 2011 wurde der Kanadier in einem abermaligen Transfergeschäft im Austausch für ein konditionales Siebtrunden-Wahlrecht im NHL Entry Draft 2011 an die Toronto Maple Leafs abgegeben. Allerdings kam er Kanadier nur im Farmteam bei den Toronto Marlies zum Einsatz und nach der Saison 2010/11 war er vereinslos, bevor Voros im November 2011 einen Vertrag bei den Connecticut Whale aus der AHL unterschrieb. Anfang Februar 2012 lösten diese das Vertragsverhältnis auf. Der 31-Jährige beendete daraufhin im Sommer 2012 seine aktive Karriere.

## Erfolge und Auszeichnungen
| - 2001 Fred-Page-Cup-Gewinn mit den Victoria Salsa - 2001 BCHL Coastal Conference Second All-Star Team - 2002 CCHA All-Rookie Team | - 2003 Terry Flanagan Memorial Award - 2008 Victoria-Cup-Gewinn mit den New York Rangers |

## Karrierestatistik
(Legende zur Spielerstatistik: Sp oder GP = absolvierte Spiele; T oder G = erzielte Tore; V oder A = erzielte Assists; Pkt oder Pts = erzielte Scorerpunkte; SM oder PIM = erhaltene Strafminuten; +/− = Plus/Minus-Bilanz; PP = erzielte Überzahltore; SH = erzielte Unterzahltore; GW = erzielte Siegtore; 1 Play-downs/Relegation; Kursiv: Statistik nicht vollständig)